# Estadio RSN
El Estadio RSN, llamado Smart RSN Stadium por razones de patrocinio, es un estadio de fútbol ubicado en Nom Pen, Camboya y actualmente es la sede del Phnom Penh Crown de la Liga C.

## Historia
El estadio fue inaugurado en 2015 con capacidad para 5000 espectadores, todos sentados y el nombre del estadio es por el propietario Rithy Samnang.
El estadio fue la sede de la ronda de clasificación para el Campeonato de la AFF 2016 en el partido en el que Laos venció 4-3 a Brunéi. También se usó en los Juegos Asiáticos de 2023 para el fútbol femenil.